# Мајкл Лернер
Мајкл Чарлс Лернер (енгл. Michael Charles Lerner; Бруклин, 22. јун 1941 — Бербанк, 8. април 2023) био је амерички позоришни, филмски и ТВ глумац.
Године 1992. номинован је за Оскара за најбољег споредног глумца у филму Бартон Финк. Такође је глумио у филмовима као што су Поштар увек звони двапут, где је играо адвоката Каца, Предсказање 4: Буђење, Годзила, где је играо градоначелника Еберта, Вилењак, Озбиљан човек, Огледалце, огледалце, Икс-мен: Дани будуће прошлости.